# Ockerfarbiges Buschhörnchen
Das Ockerfarbige oder Ocker-Buschhörnchen (Paraxerus ochraceus) ist eine Hörnchenart aus der Gattung der Afrikanischen Buschhörnchen (Paraxerus). Es kommt von Kenia bis in den Nordosten von Tansania vor. Die Art ist in ihrem Verbreitungsgebiet vergleichsweise häufig und kommt auch in Kaffeeplantagen, Eukalyptusbeständen und in Gärten von Nairobi vor.

## Merkmale
Das Ockerfarbige Buschhörnchen erreicht eine durchschnittliche Kopf-Rumpf-Länge von 12,3 bis 19,0 Zentimetern, der Schwanz ist 11,3 bis 18,3 Zentimeter lang. Das Gewicht beträgt etwa 90 bis 140 Gramm. Die Hinterfußlänge beträgt 34 bis 45 Millimeter, die Ohrlänge 10 bis 27 Millimeter. Es handelt sich um ein vergleichsweise kleines Hörnchen mit einem blass gelblich-braunen bis ockerfarbenen oder dunkel-olivgrünen Rückenfell, wobei die Färbung regional variieren kann. Einige Unterarten besitzen einen blassen Seitenstreifen. Die Bauchseite ist gelblich bis weiß. Die Beine und Füße entsprechen in ihrer Färbung dem Rückenfell, die Oberseite der Füße ist ockerfarben. Der Schwanz ist vergleichsweise lang und mit schwarzen und hellen unregelmäßigen Flecken undeutlich geringelt; er wird in der Regel horizontal ausgestreckt hinter dem Körper getragen. Die Weibchen haben drei Paare von Zitzen (0+1+1+1=6).
| 1 | · | 0 | · | 2 | · | 3 | = 22 |
| 1 | · | 0 | · | 1 | · | 3 | = 22 |

Der Schädel hat eine Gesamtlänge von 40,0 bis 42,1 Millimetern und eine Breite von 22,0 bis 24,5 Millimetern. Wie alle Arten der Gattung besitzt die Art im Oberkiefer pro Hälfte einen zu einem Nagezahn ausgebildeten Schneidezahn (Incisivus), dem eine Zahnlücke (Diastema) folgt. Hierauf folgen zwei Prämolare und drei Molare. Die Zähne im Unterkiefer entsprechen denen im Oberkiefer, allerdings nur mit einem Prämolaren. Insgesamt verfügen die Tiere damit über ein Gebiss aus 22 Zähnen. Die Zahnreihe der Mahlzähne vom ersten Prämolar bis zum dritten Molar beträgt 6,5 bis 7,2 Millimeter. Der knöcherne Gaumen endet am Vorderrand der letzten Molaren.
Das Ockerfarbene Buschhörnchen ähnelt anderen Afrikanischen Buschhörnchen und unterscheidet sich von diesen vor allem durch die Fellfarbe. Vom Smith-Buschhörnchen (Paraxerus cepapi) durch die dunklere Färbung, die beiden Arten sind wahrscheinlich nicht sympatrisch und das Smith-Buschhörnchen kommt südlich vom Verbreitungsgebiet des Ockerfarbenen Buschhörnchens vor.

## Verbreitung
Das Ockerfarbige Buschhörnchen kommt vom zentralen und südlichen Kenia bis in den Nordosten von Tansania vor, wobei es Höhenlagen bis 2500 Metern besiedelt. Weitere mögliche Vorkommen im Süden des Sudan und im Jubba Valley in Somalia sind wissenschaftlich nicht bestätigt. Auch das südliche Äthiopien wird als Teil des Verbreitungsgebietes benannt.

## Lebensweise
Über die Lebensweise des Ockerfarbenen Buschhörnchens liegen nur begrenzt Informationen vor. Es lebt in verschiedenen Lebensräumen von Savannen-Waldgebieten, trockenen Flusswäldern und Dickichten in Höhenlagen bis mindestens 2000 Metern. Gegenüber Lebensraumveränderungen und anthropogen verursachten Störungen ist die Art sehr tolerant und sie besiedelt auch landwirtschaftliche Nutzflächen wie Kaffeeplantagen, Eukalyptus-Pflanzungen und städtische Gärten in Nairobi.
Die Tiere sind tagaktiv und wie andere Buschhörnchen baumlebend, die Hauptaktivitätsphasen liegen am frühen Morgen und am späten Nachmittag bei kühlen Temperaturen während sie zu den heißeren Tageszeiten ruhen. Wie andere Arten der Gattung sind sie omnivor und sie suchen ihre Nahrung am Boden und in den Bäumen, wo sie sich schnell entlang der Äste und Stämme bewegen. Die Nahrung besteht dabei aus Früchten, Nüssen, Akazienharz und anderen Pflanzenteilen sowie Insekten und andere tierliche Nahrung. Sie leben in Paaren oder in kleinen Gruppen und kommunizieren über Rufe miteinander, als Alarmruf wird ein hoher „Burr“-Ton ausgestoßen, begleitet von heftigem Schwanzzucken.
Das Paarungsverhalten wird durch ein intensives Paarungsspiel eingeleitet, bei dem sich die Tiere verfolgen, aneinanderreiben und vor den eigentlichen Paarung den Schwanz heben, um die Paarungsbereitschaft zu signalisieren. Eine feste Paarungszeit existiert nicht, die Weibchen können im gesamten Jahr Jungtiere haben. Der Wurf besteht aus zwei bis drei Jungtieren, die häufig gemeinsam mit den Jungtieren eines weiteren Weibchens im gleichen Nest aufgezogen werden. Gelegentlich werden die Jungtiere im Maul der Mutter getragen und transportiert. Nach zwei bis drei Wochen verlassen sie das Nest.
Zu den Fressfeinden der Art gehören vor allem Greifvögel, Schlangen und Schleichkatzen.

## Systematik
Das Ockerfarbige Buschhörnchen wird als eigenständige Art innerhalb der Gattung der Afrikanischen Buschhörnchen (Paraxerus) eingeordnet, die aus elf Arten besteht. Die wissenschaftliche Erstbeschreibung stammt von dem französischen Zoologen Joseph Huet aus dem Jahr 1880, der die Art anhand von Individuen aus Bagamoyo im Osten von Tansania beschrieb. Teilweise wurde die Art den Rotschenkelhörnchen (Funisciurus) zugeordnet.
Innerhalb der Art werden mit der Nominatform je nach Quelle fünf bis acht Unterarten unterschieden:
- Paraxerus ochraceus ochraceus: Nominatform; kommt im zentralen und östlichen Tansania vor. Die Nominatform besitzt einen deutlichen Seitenstreifen und ist mittelgroß. Die Rückenfärbung ist gräulich sand- und ockerfarben, die Bauchseiten elfenbeinfarben.
- Paraxerus ochraceus affinis: Über diese Unterart liegen keine Informationen vor.
- Paraxerus ochraceus animosus: kommt am Mount Nyiro in Kenia vor. Die Unterart ist blasser als alle anderen Unterarten. Das Rückenfell ist hell grau-olivfarben mit schwarzen und weißen Flecken und geht an den Seiten in eine olivfarben-graue Färbung über. Die Kopfseiten und die Oberseiten der Füße sind elfenbeinfarben.
- Paraxerus ochraceus aruscensis: im Nordosten von Tansania und dem Südosten von Kenia. Das Rückenfell ist kräftiger gefärbt als bei der Nominatform, die Bauchseite ist gelb und es besitzt keine Seitenstreifen.
- Paraxerus ochraceus electus: im Westen von Kenia. Das Rückenfell ist blass, die Bauchseite ist weiß.
- Paraxerus ochraceus ganana: im Nordosten von Kenia und im Bereich des Tana im Südosten von Kenia. Die Form ist klein, blass und gelb bis lohfarben. Ein Seitenstreifen ist nicht vorhanden.
- Paraxerus ochraceus jacksoni: im südlichen Kenia und in den Bergwäldern des Landes. Es handelt sich um die größte und dunkelste Unterart mit einem grünlich-braunes Rückenfell. Einzelne Individuen besitzen einen hellen Seitenstreifen, der an den Schultern beginnt und nach hinten zieht.
- Paraxerus ochraceus kahari: im zentralen Kenia und um Meru bis zum Nordosten des Mount Kenya. Das Rückenfell ist sandfarben-olivgrün mit einer dunklen Mittellinie und beidseitig je einem helleren Streifen bis zum Rumpf. Das Bauchfell ist cremeweiß bis sandfarben, die Oberseite der Füße ist ockerfarben.

Richard W. Thorington Jr. und Chad E. Shennum unterscheiden in dem Werk Mammals of Africa von 2013 nur fünf Unterarten, wobei sie P. o. affinis, P. o. animosus und P. o. kahari nicht als eigene Unterarten ansehen.

## Status, Bedrohung und Schutz
Das Ockerfarbige Buschhörnchen wird von der International Union for Conservation of Nature and Natural Resources (IUCN) als nicht gefährdet (least concern) eingestuft. Begründet wird dies durch das große Verbreitungsgebiet der Art, die auch in mehreren Schutzgebieten vorkommt, und ihre gute Anpassungsfähigkeit an Lebensraumveränderungen. Potenziell bestandsgefährdende Risiken sind nicht bekannt.

## Belege
1. 1 2 3 4 5 6 7 8 9 10 11 12 13 14 15  Richard W. Thorington Jr., Chad E. Shennum: Paraxerus ochraceus, Ochre Bush Squirrel. In: Jonathan Kingdon, David Happold, Michael Hoffmann, Thomas Butynski, Meredith Happold und Jan Kalina (Hrsg.): Mammals of Africa Volume III. Rodents, Hares and Rabbits. Bloomsbury, London 2013, S. 82–83; ISBN 978-1-4081-2253-2.
2. 1 2 3 4 5 6 7  Richard W. Thorington Jr., John L. Koprowski, Michael A. Steele: Squirrels of the World. Johns Hopkins University Press, Baltimore MD 2012; S. 240–242. ISBN 978-1-4214-0469-1
3. ↑  Peter Grubb: Genus Paraxerus, Bush Squirrels. In: Jonathan Kingdon, David Happold, Michael Hoffmann, Thomas Butynski, Meredith Happold und Jan Kalina (Hrsg.): Mammals of Africa Volume III. Rodents, Hares and Rabbits. Bloomsbury, London 2013, S. 72–74; ISBN 978-1-4081-2253-2.
4. 1 2  Paraxerus ochraceus in der Roten Liste gefährdeter Arten der IUCN 2016-1. Eingestellt von: P. Grubb, 2008. Abgerufen am 31. August 2016.
5. 1 2 3 4  Paraxerus ochraceus. In: Don E. Wilson, DeeAnn M. Reeder (Hrsg.): Mammal Species of the World. A taxonomic and geographic Reference. 2 Bände. 3. Auflage. Johns Hopkins University Press, Baltimore MD 2005, ISBN 0-8018-8221-4.